# مخ (عمان)
 مخ  نام روستایی است از توابع شهرستان برکاء (به عربی:  ولایة برکاء )       یکی از شهرستان‌های  استان باطنه  در کشور پادشاهی عمان است. 
مساحت  روستای مخ  در حدود ۷۰۰ کیلومتر مربع است، و در ۲۵ کیلومتری روستای لیوا واقع شده‌است.

## قلعه‌ها  وآثار باستانی مخ
در اطراف  روستای مخ قلعه‌های تاریخی متعددی وجود دارد که بارزترین آن‌ها عبارت‌اند از:  «قلعه مضب»، این قلعه در ابتدای حکم آلبوسعید بنا شده‌است، و در سال ۱۹۹۰ میلادی مرمت گردیده‌است.  و از اماکن تاریخی: 
«مسجد جامع مخ» است که به جامع شرقی  مشهور است. همچنین از بازارهای سنتی بسیار قدیمی این روستا  بازار (اللبان) شهرت دارد.  

## جمعیت
جمعیت روستای مخ  در حدود   ۳۹۳  ۱۷  نفر می‌باشند که 
از اهل سنت و مالکی مذهب هستند. پیشهٔ مردم  کشاورزی، دامداری  و تجارت  است.